# Serdiana
Serdiana (sardinsky: Serdìana) je italská obec (comune) v provincii Sud Sardegna v regionu Sardinie. Nachází se ve výšce 171 metrů nad mořem a má přibližně 2 700 obyvatel. Rozloha obce je 55,71 km².